# Omega Workshops
Les Omega Workshops sont une entreprise britannique fondée à Londres en 1913 par plusieurs membres du Bloomsbury Group, et qui produisit des objets d'artisanat et de décoration jusqu'en 1919. Le siège se trouvait au 33, Fitzroy Square dans le quartier de Fitzrovia. 

## Histoire

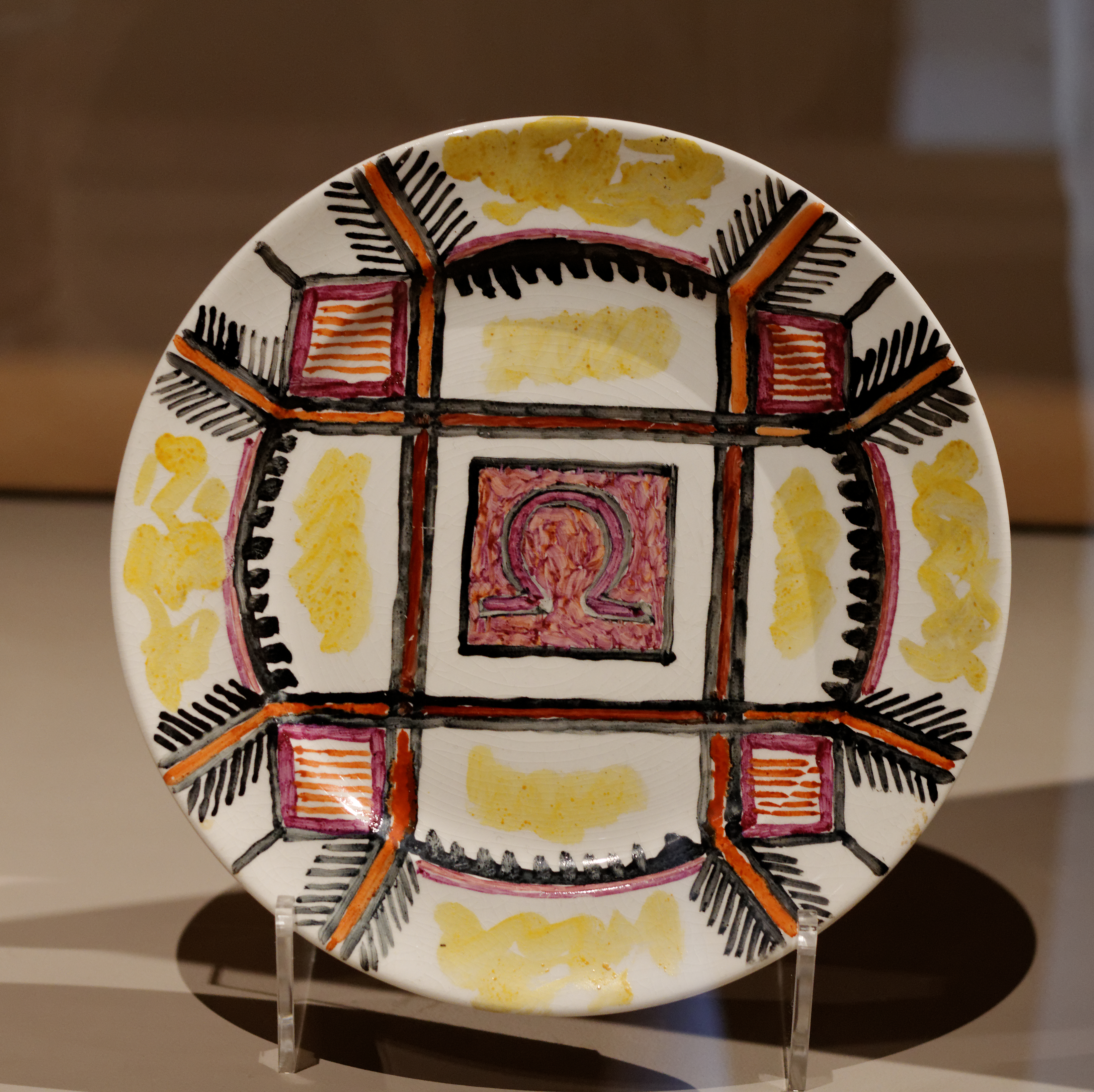
Assiette à décor géométrique attribuée à Duncan Grant ou Roger Fry (vers 1913). Institut Courtauld

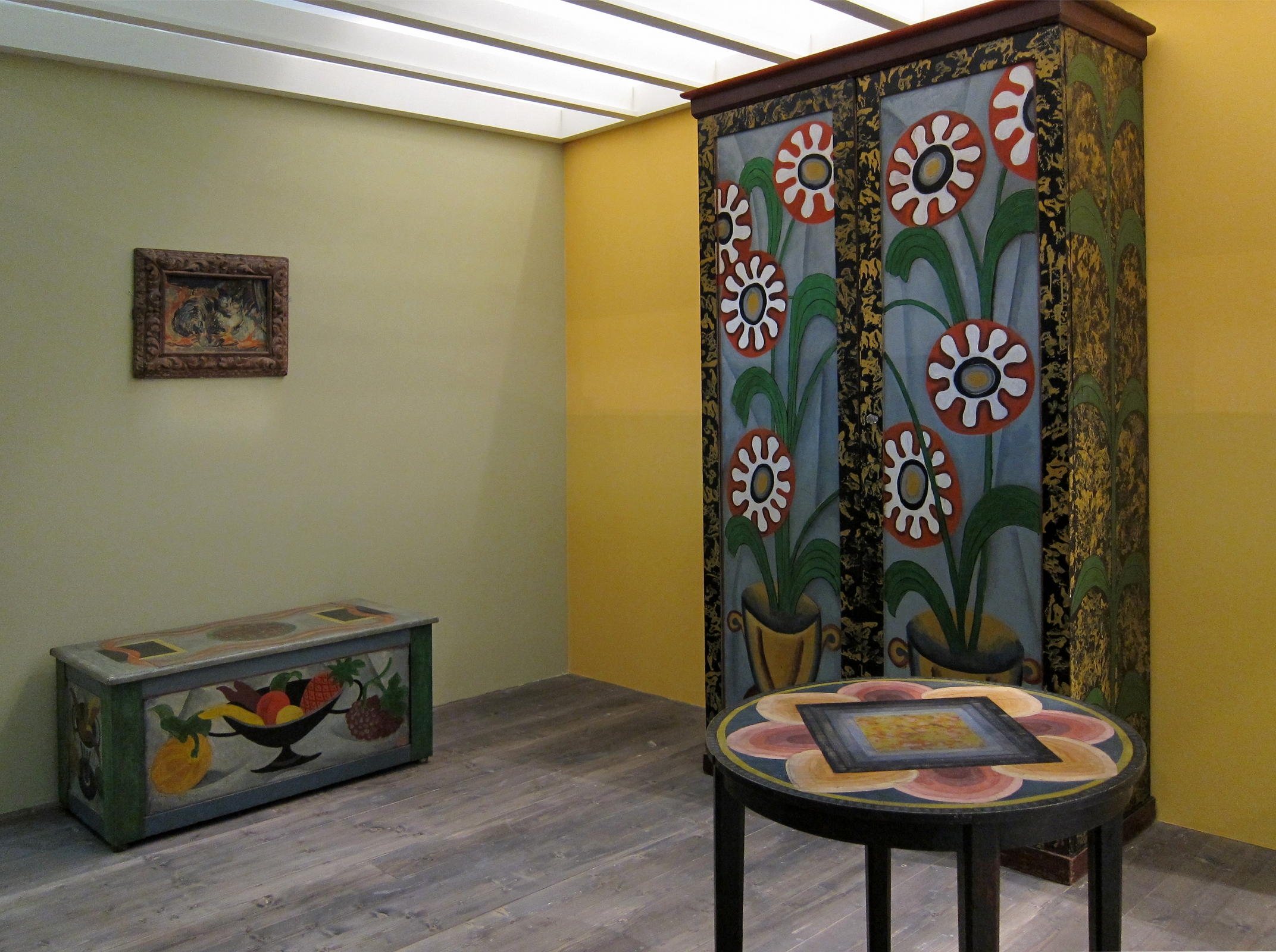
Mobilier décoratif de Roger Fry pour les Omega Workshops

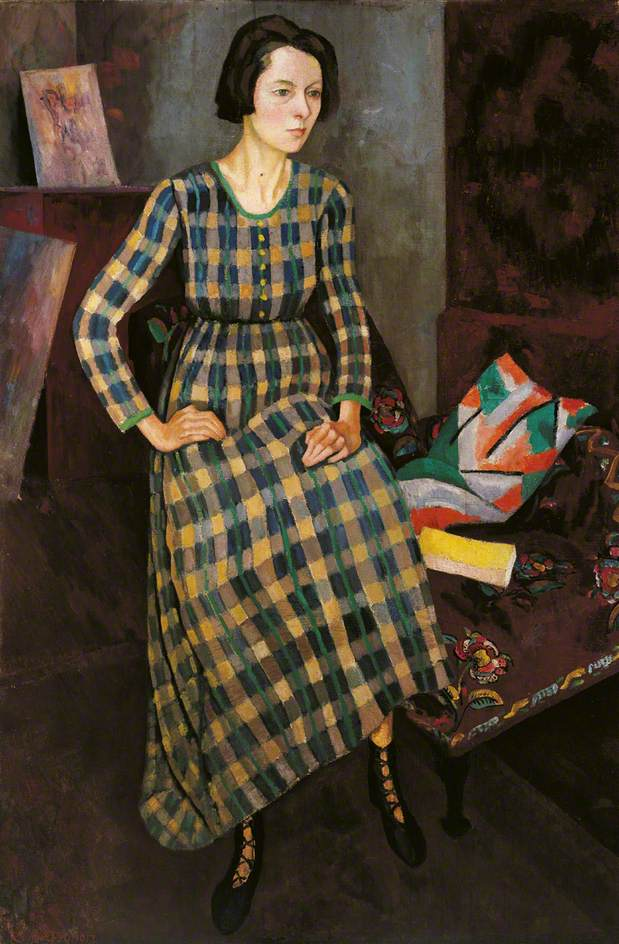
Nina Hamnett représentée par Roger Fry portant une robe conçue par Vanessa Bell (1917, Leeds, Stanley & Audrey Burton Gallery).

Dans le prolongement conceptuel du Arts and Crafts Movement, de la Century Guild et du Wiener Werkstätte, entre autres, c'est le peintre et critique d'art Roger Fry, membre du Bloomsbury Group, qui fonde cette société le 14 mai 1913, enregistrée sous le nom de « Omega Workshops Limited », au capital de 1 000 livres sterling ; parmi les premiers souscripteurs, l'on trouve George Bernard Shaw, Logan Pearsall Smith, Hugh Lane, et George Davison. L'idée remonterait à décembre 1912 : dans une lettre adressée à Shaw, il exprime son désir de fonder un atelier de décoration et d'arts appliqués, et d'y convier « de nombreux jeunes artistes dont les peintures montrent un puissant sens décoratif ».
Les objets produits ne sont pas signés par les artistes sociétaires et portent simplement la lettre omega en guise de signe distinctif, constituant ainsi une forme de logo ou bien d'estampille quand il s'agit de mobilier en bois.
Associés à la direction, Vanessa Bell et Duncan Grant fournissent plusieurs esquisses préparatoires à Omega, et Wyndham Lewis, dans un premier temps, participe à l'entreprise. Puis il s'en écarte dès octobre 1913, entrainant avec lui plusieurs sociétaires dont Frederick Etchells (en), Edward Wadsworth et Cuthbert Hamilton (en), afin de créer le Rebel Art Centre, non sans avoir accusé Roger Fry de s'être approprié indûment une aide financière destinée à l'Ideal Home Show (en) prévue à l'automne 1913. 
Durant l'automne 1914, Omega Workshops publient un catalogue illustré des principales productions : peintures murales, mosaïques, vitraux, pièces de textiles, objets divers (vaisselle, vase, lampes, etc.) et meubles. La décoration intérieure constitue leur cœur de métier. La plupart des fournisseurs sont anglais, tels J. Kallenborn & Sons situé sur Stanhope Street (Londres), fabriquant de marqueterie et Dryad Limited (Leicester), spécialisé dans le cannage des chaises. Côté textiles, une entreprise française fournit dans un premier temps les premières pièces fabriquées à partir de lin. L'influence du fauvisme et du cubisme est notable quant aux motifs employés.
À compter de 1915, le Central School of Arts and Crafts collabore avec eux pour les productions éditoriales. Puis, entre 1917 et 1919, la Hogarth Press fait partie des structures sœurs des Omega Workshops. 
Parmi les artistes étrangers invités, on compte Simon Bussy, Henri Doucet, Henri Gaudier-Brzeska, Edward McKnight Kauffer, Alvaro Guevara, et Mikhail Larionov. Né en 1892 à Johannesbourg, Edward Wolfe travailla pour les Omega Workshops, créant des motifs pour du mobilier décoratif (bougeoirs, plats, étagères) : mort en 1982, il était l'un des derniers peintres survivants du Bloomsbury Group.
En janvier 1918, la société est chargée de produire les décors et les costumes destinés à la pièce de théâtre écrite par Israel Zangwill, Too Much Money. En décembre suivant, Fry édite un ouvrage, Orignal Woodcuts of Various Artists, contenant 15 gravures sur bois originales exécutées par les artistes associés dont Mark Gertler.
Après une série d'investissements peu rentables, les Omega Workshops cessent leurs activités au cours de l'année 1919, et sont officiellement liquidés le 24 juillet 1920, mais leur influence dans le domaine de la décoration continue de s'exercer au cours des années 1920.
Dans les années 1980, l'esthétique des Omega Workshops suscite un regain d'intérêt, entre autres lors d'expositions rétrospectives, qui permettent de réévaluer l'importance du Bloomsbury Group dans les arts visuels.